# Stazione di Santo Stefano-Riva Ligure
Stazione di Santo Stefano-Riva Ligure 2001-ben bezárt vasútállomás Olaszországban, Santo Stefano al Mare településen.

## Vasútvonalak
Az állomást az alábbi vasútvonalak érintették:
- Genova–Ventimiglia-vasútvonal

## Kapcsolódó állomások
A vasútállomáshoz az alábbi állomások vannak a legközelebb:
- Stazione di Taggia-Arma (1872)
- Stazione di San Lorenzo-Cipressa